# Kevin Overland
Kevin Overland (Kitchener, 26 ottobre 1974) è un ex pattinatore di velocità su ghiaccio canadese.

## Biografia
È fratello delle pattinatrici Cindy Overland e Amanda Overland, nonché cognato di Derrick Campbell.

## Palmarès

### Olimpiadi
- Bronzo a Nagano 1998 nei 500 metri.